# Terem
Terem là một thị trấn thuộc hạt Szabolcs-Szatmár-Bereg, Hungary. Thị trấn này có diện tích 49,51 km², dân số năm 2010 là 653 người, mật độ 13 người/km².